# Yunclillos
Yunclillos es un municipio y localidad española de la provincia de Toledo, en la comunidad autónoma de Castilla-La Mancha. El término municipal, ubicado en la comarca de La Sagra, tiene una población de 816 habitantes (INE 2024).

## Toponimia
El término Yunclillos podría ser un diminutivo de Yuncos, pero en documentos mozárabes de 1161 aparece con el nombre de Onclelos y Oclelos. De acuerdo con dichos nombres, Yunclillos podría ser un diminutivo de fuente.

## Geografía
Se sitúa geográficamente en la parte más occidental de la comarca de la Sagra, comarca ésta limitada en este lado por el río Guadarrama y en su mayor extensión por el mismo Tajo. El municipio linda con las poblaciones de Recas, Villaluenga de la Sagra, Cabañas de la Sagra, Olías del Rey y Bargas, todas de Toledo.
Yunclillos está próximo a la ciudad de Toledo, a una distancia de 21 km en dirección sur. Por el norte, Madrid queda a unos 60 km aproximadamente.

## Historia
En los siglos XII y XIII aparece con frecuencia en diversos documentos mozárabes.
A mediados del siglo XIX, el lugar contaba con una población censada de 558 habitantes. La localidad aparece descrita en el decimosexto volumen del Diccionario geográfico-estadístico-histórico de España y sus posesiones de Ultramar de Pascual Madoz de la siguiente manera:

YUNCLILLOS: v. con ayunt. en la prov. y dióc. de Toledo (3 leg.), part. jud. de Illescas (3), aud. terr. de Madrid (9), c. g. de Castilla la Nueva: sit. entre dos colinas, por cuyo centro corre un arroyo que divide la pobl.; es de clima templado, reinan los vientos N. y O. y se padecen intermitentes é hidropesías: tiene 130 casas; la de ayunt., con buenas trojes para el pósito; cárcel en el mismo edificio; escuela dotada con 1,825 rs. de los fondos públicos á la que asisten 55 niños de ambos sexos; igl. parr. (San Andrés) con curato de primer ascenso de provision ordinaria. Se surte de aguas potables en una fuente dentro del pueblo y 6 en las inmediaciones, de mediana calidad. Confina el térm. por N. con el de Recas; E. Villaluenga y Cabañas de la Sagra; S. Olias y Bargas, y O. otra vez Recas, estendiéndose de 1/2 á una leg. por cada lado, y comprende el desp. de Huendas, la dehesa del berrocal, propia del Señor conde de Cedillo, la de Gallegos, del patronato de Navarrete, y la 4.ª parte de la de Bujazadan, del hospital de la Misericordia en Toledo. Le baña el r. Guadarrama, á dist. de 1/4 leg. O. del pueblo, y el arroyo indicado. El terreno es desigual, propio para cereales y de buena calidad: los caminos vecinales: el correo se recibe en Olias por balijero tres veces á la semana. prod.: trigo, cebada, garbanzos, lentejas, algarrobas, avena, alcarceña, verduras, algo de vino y poco aceite; se mantiene ganado lanar y de cerda, y se cria caza menuda. pobl.: 125 vec., 558 alm. cap. prod.: 1.310,780 rs. imp.: 33,919. contr.: 19,174. presupuesto municipal: 12,904 del que se pagan 2,500 al secretario, y se cubre con 3,282 por ingresos de propios y el resto por repartimiento vecinal.
(Madoz, 1850, p. 437)

## Demografía
Cuenta con una población de 816 habitantes (INE 2024).
| Gráfica de evolución demográfica de Yunclillos entre 1842 y 2021                                                      |
| |
| Población de derecho según los censos de población del INE. Población de hecho según los censos de población del INE. |

## Administración
| Periodo   | Nombre                                                                     | Partido    |
| --------- | -------------------------------------------------------------------------- | ---------- |
| 1979-1983 | Julia Serrano Aguado                                                       |            |
| 1983-1987 | Julia Serrano Aguado                                                       |            |
| 1987-1991 | Julia Serrano Aguado                                                       |            |
| 1991-1995 | Julia Serrano Aguado                                                       |            |
| 1995-1999 | Julia Serrano Aguado                                                       | PADE       |
| 1999-2003 | Julia Serrano Aguado                                                       | PADE       |

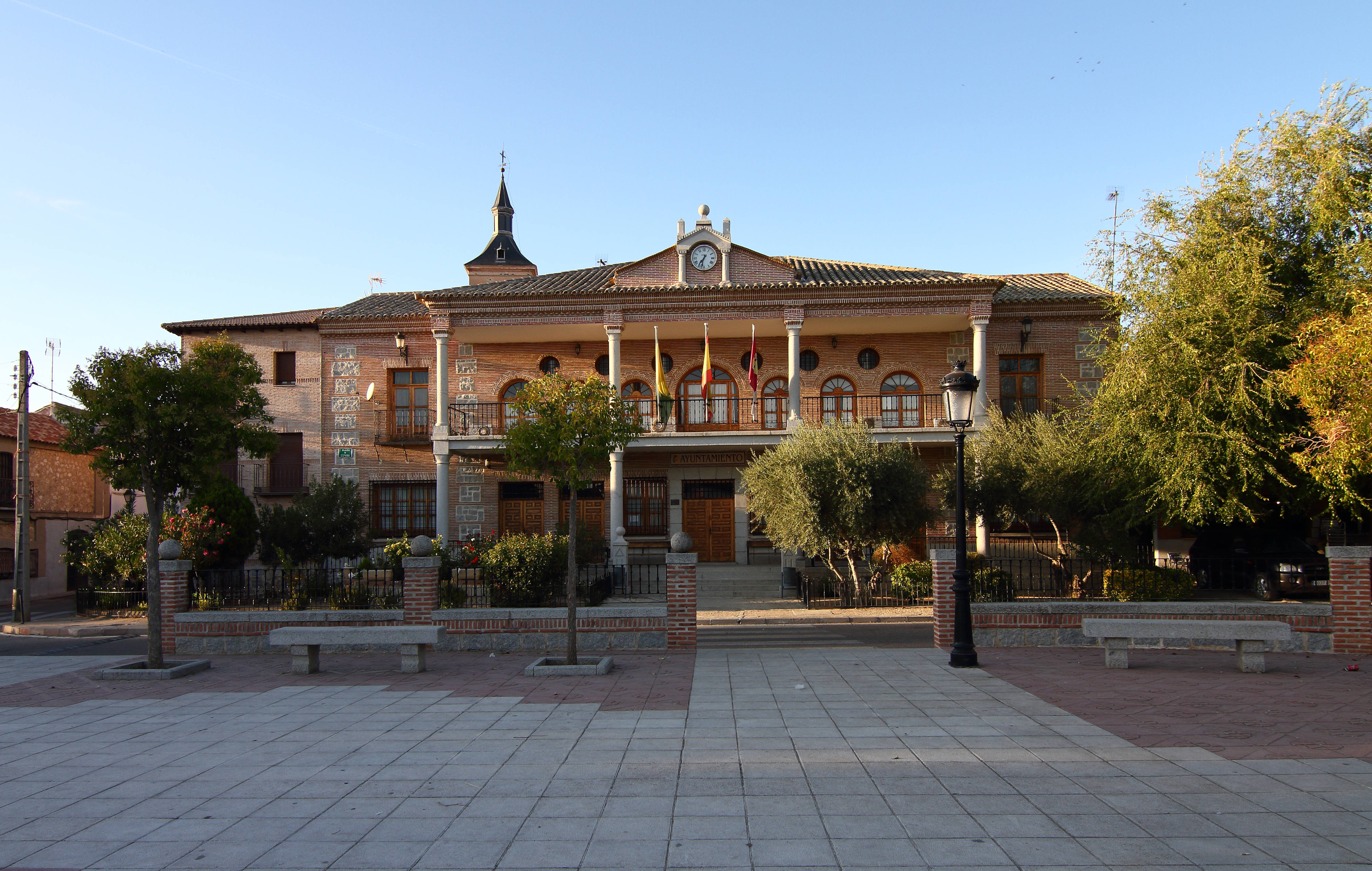
Casa consistorial

| 2003-2007 | María Jesús Redondo Bermejo (2003-2005) y Críspulo Gómez Gómez (2005-2007) | PP//Psoe   |
| 2007-2011 | María Jesús Redondo Bermejo                                                | PP         |
| 2011-2015 | María Jesús Redondo Bermejo                                                | PP         |
| 2015-2019 | María Jesús Redondo Bermejo                                                | PP         |
| 2019-2023 | Miriam Dorado Muñoz                                                        | Ciudadanos |
| 2023-act. | Manuel Zamarreño Isabel                                                    | PP         |

## Patrimonio

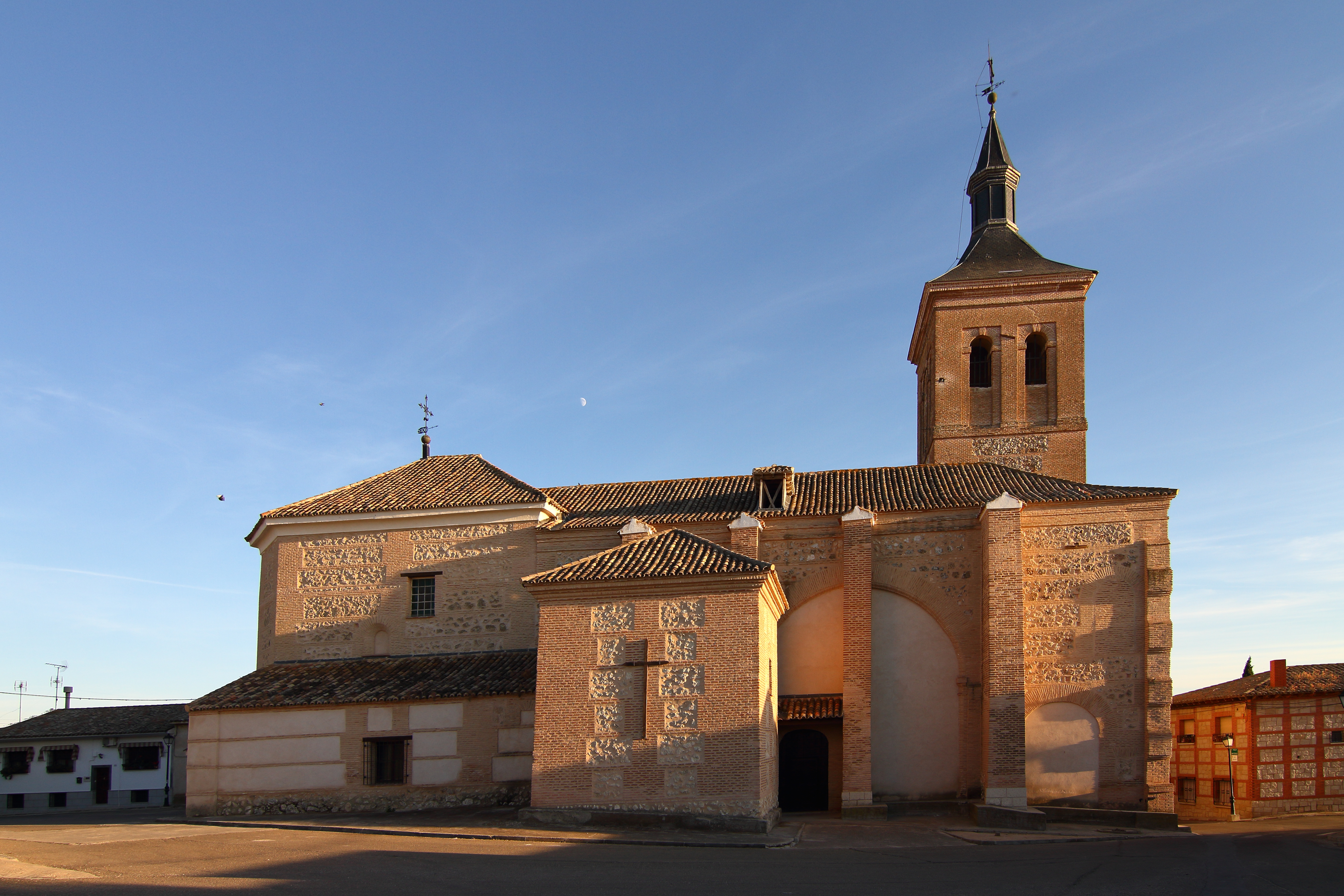
Iglesia de San Andrés Apóstol

En la localidad se encuentra la iglesia parroquial de San Andrés.

## Fiestas
- Semana cultural de la mujer. Comienzan el 16 de mayo.
- 16 al 18 de julio. Fiestas de la Virgen del Carmen.
- Segundo o tercer domingo de septiembre. Fiestas de la Virgen de la Salud.
- 30 de noviembre. San Andrés.